# Thirassía
Thirassía, en grec moderne : Θηρασία, est une île de Grèce située en mer Égée. Elle forme avec quatre autres îles l'archipel de Santorin. Elle constitue les restes de l'ancienne île de Santorin qui est partiellement détruite vers 1600 av. J.-C. au cours de l'éruption minoenne.

## Localités

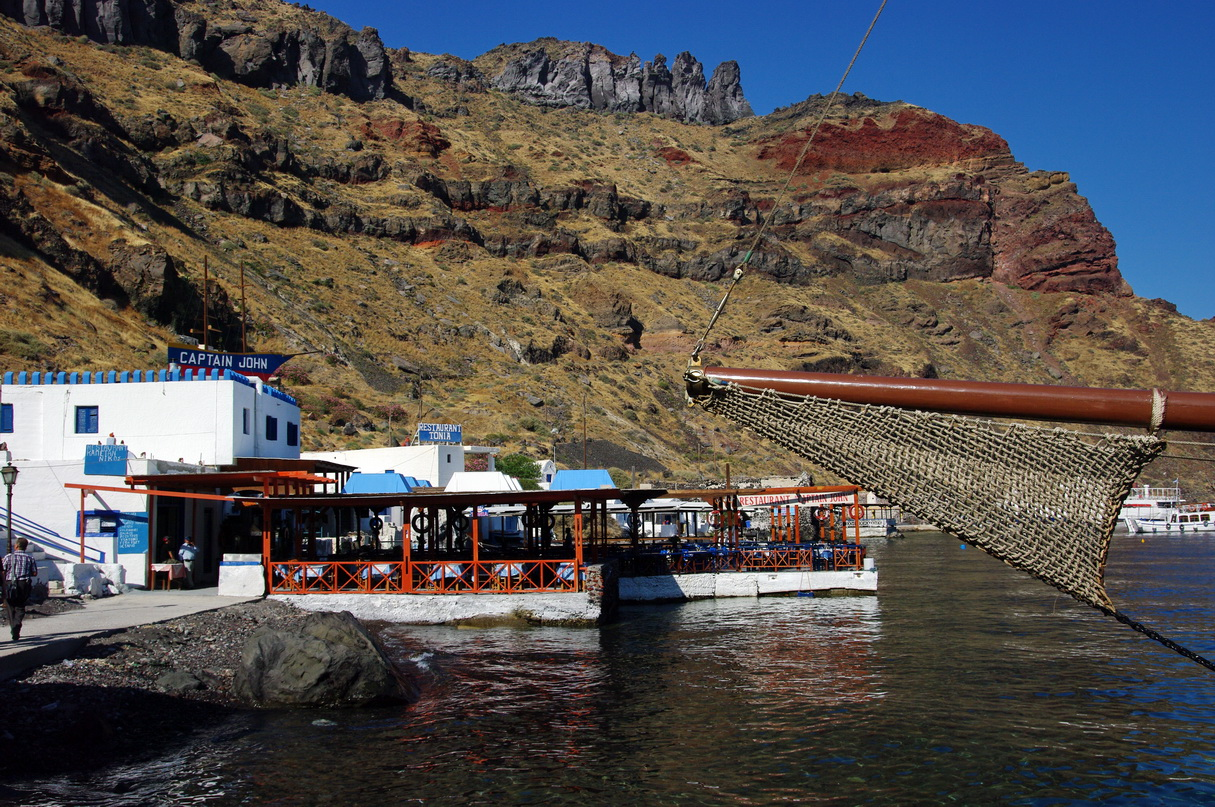
Kórfos

L'île est composée de deux hameaux principaux :
- Kórfos, appelé aussi Órmos Kórfou, est le port de Thirassía. C'est à cet endroit que les bateaux en provenance des autres îles de l'archipel accostent. Les escaliers menant à Manolás débutent ici. Ils peuvent être gravis à pied ou à dos de mule. Quelques cafés, restaurants et hangars à bateaux sont alignés en bord de mer.
- Manolás est le seul village de l'île, situé au sommet des escaliers venant de Kórfos. Il est relativement bien préservé du tourisme de masse. Ses petites maisons blanches typiques de l'archipel sont construites au sommet de la caldeira le long des rues piétonnes de la localité. La vue sur les autres îles de l'archipel est spectaculaire.

## Administration

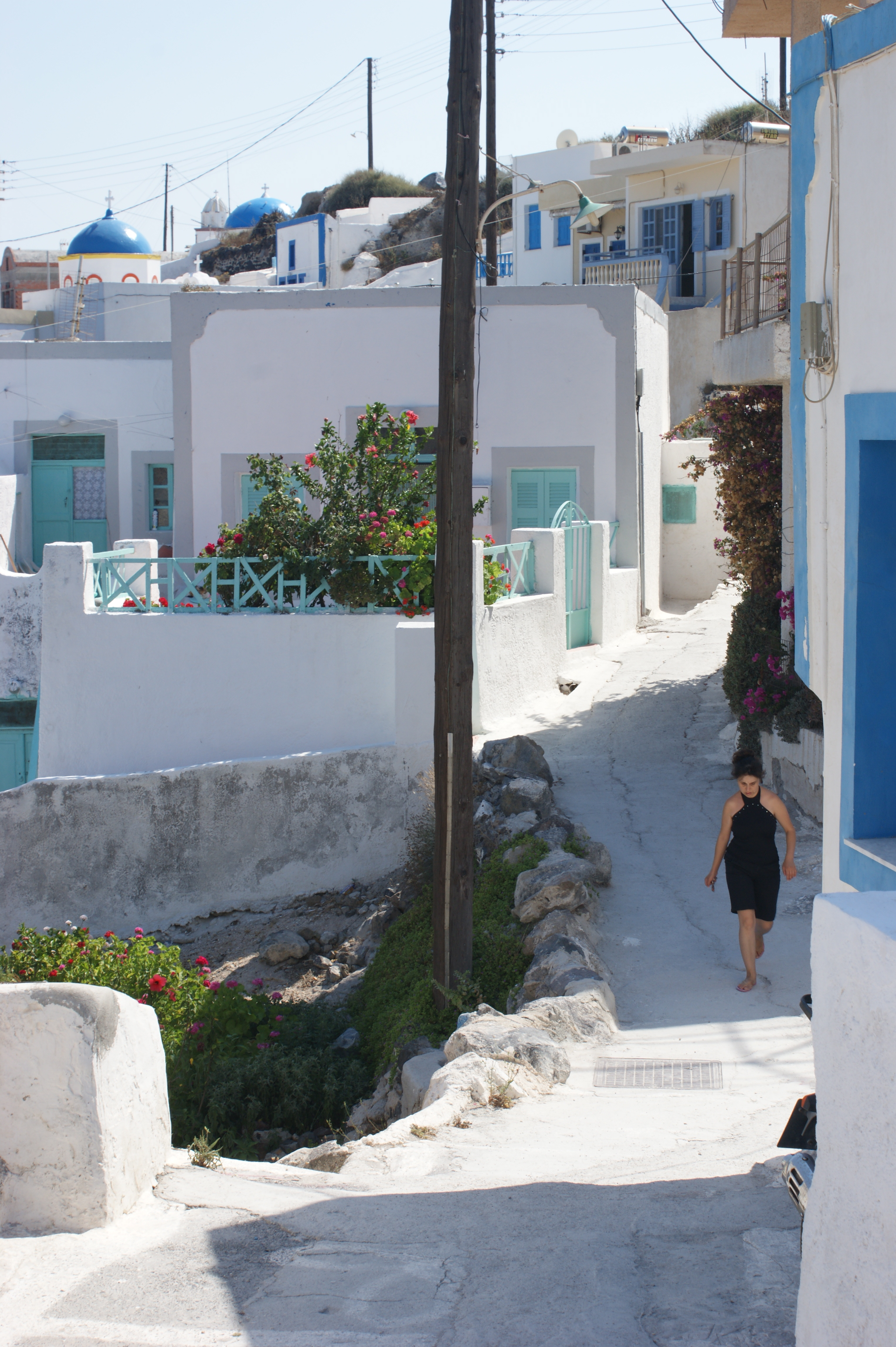
Rue de Manolás

De 1997 à 2010, elle faisait partie de la communauté d'Oia, dont elle constitue l'un des deux districts municipaux, le second étant celui d'Oia sur Santorin.
Depuis la réforme Kallikratis de 2010, le district appartient au dème de Thíra qui comprend l'ensemble du groupe d'îles de Santorin.

## Histoire
Selon Pline l'Ancien, Thirassía se serait détachée de l'île de Santorin par un séisme ou serait sortie des eaux en 237 av. J.‑C..
Au début du XVIe siècle, l'île passa en dot dans la famille vénitienne des Pisani. De 1508 à 1537, Adriana Crispo, arrière-arrière-petite-fille de Francesco Ier Crispo et épouse d'Alvise Pisani, fut la dernière dame de Thirassía avant l'ère ottomane.